# Ленинский (Матвеево-Курганский район)
Ленинский — посёлок в Матвеево-Курганском районе Ростовской области.
Входит в состав Новониколаевского сельского поселения.

## География

### Улицы
- ул. Запрудная,
- ул. Заречная,
- ул. Молодёжная,
- ул. Центральная.

## Население
| 2010 |
| ---- |
| 524  |